# Субальпійські хвойні ліси Північно-Східних Гімалаїв
Субальпійські хвойні ліси Північно-Східних Гімалаїв (ідентифікатор WWF: PA0517) — палеарктичний екорегіон хвойних лісів помірної зони, розташований в Східних Гімалаях та на південному сході Тибетського нагір'я.

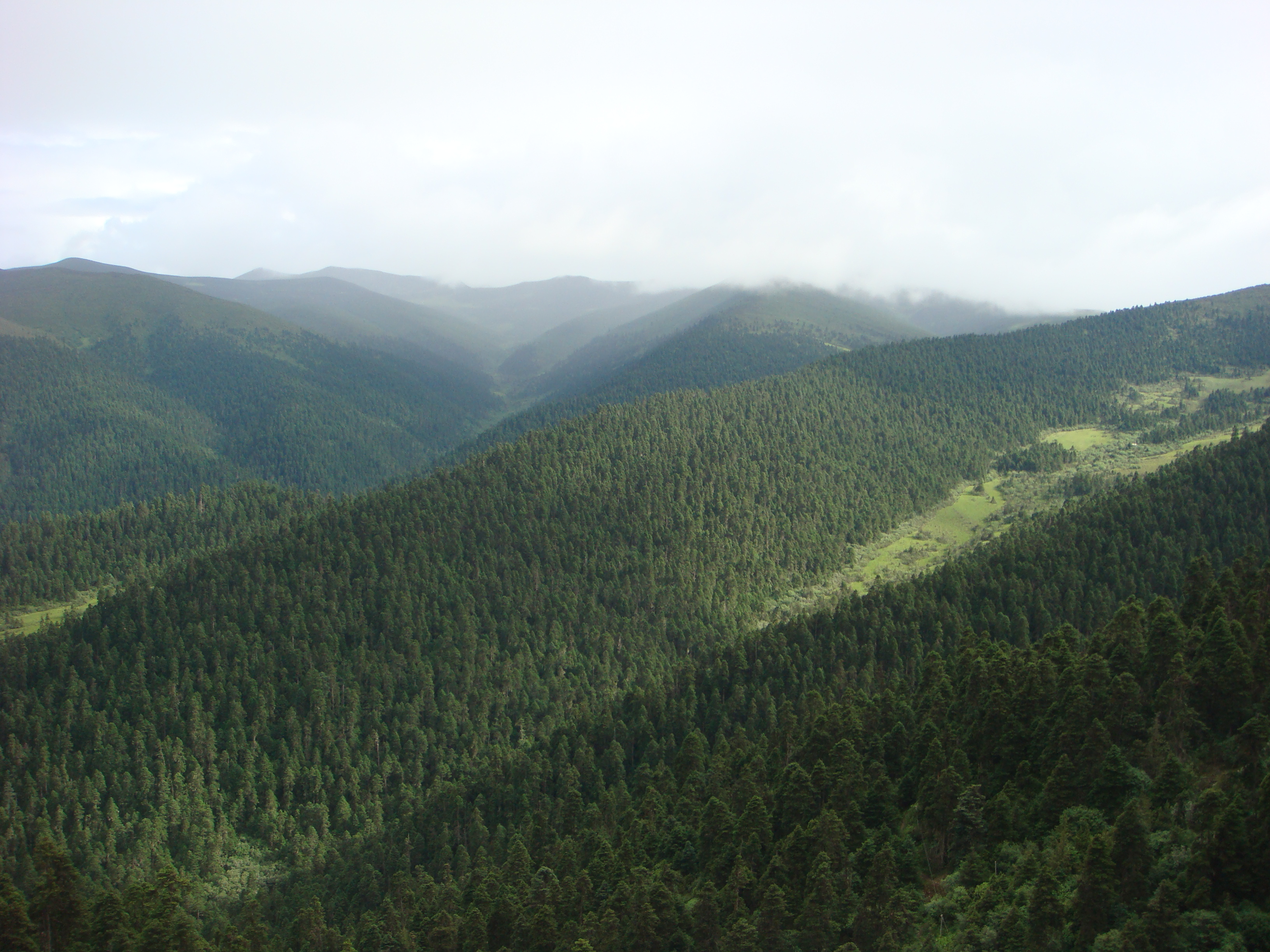
Хвойні ліси в горах повіту Баї (район) (КНР)

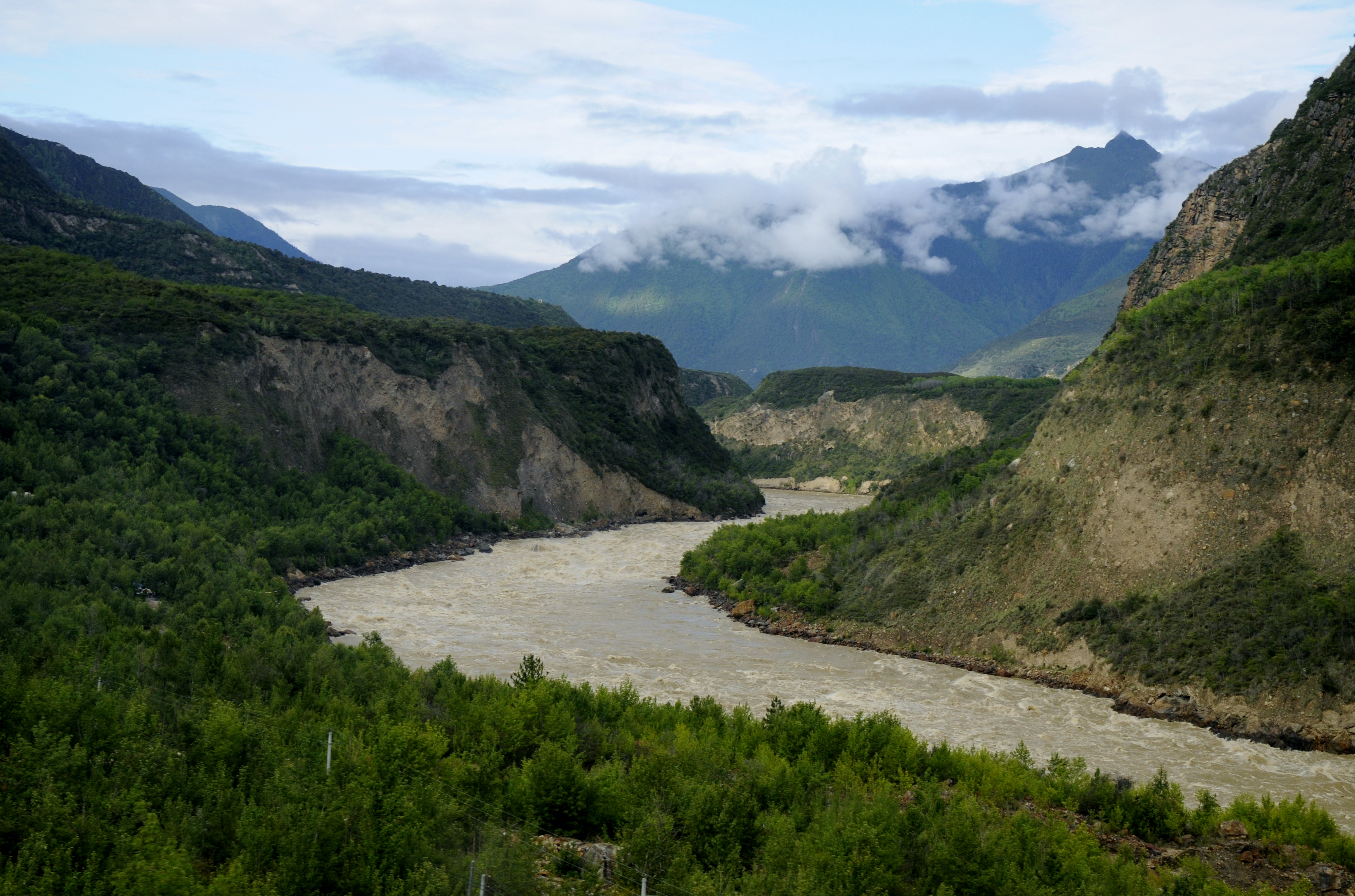
Ландшафт Великого каньйону Ярлунг-Цангпо

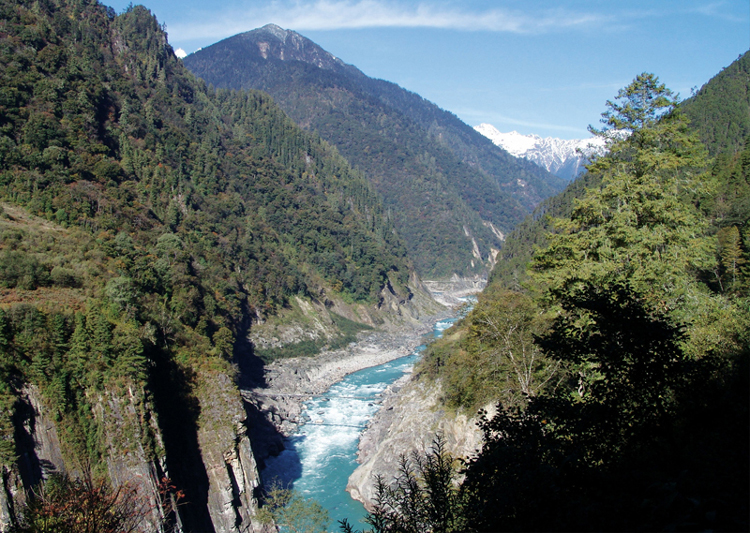
Ландшафт каньйону Парлунг-Цангпо

## Географія
Екорегіон субальпійських хвойних лісів Північно-Східних Гімалаїв охоплює території, розташовані на крайньому сході Бутану, в індійському штаті Аруначал-Прадеш та на південному сході Тибетського автономного округу в Китаї, на висоті від 2500 до 4200 м над рівнем моря. Значну частину регіону займає Великий каньйон Ярлунг-Цангпо, сформований річкою Брахмапутра або Ярлунг-Цангпо, як її називають у Тибеті. Ця річка бере початок біля гори Кайлас на південному заході Тибетського плато і тече понад 1000 км на схід на висоті понад 3000 м над рівнем моря, після чого формує найглибшу у світі ущелину, оминає гору Намче-Барва на східному краю Гімалаїв, опускається більш ніж на 2000 м на короткій відстані, і виходить на Ассамську рівнину, де впадає в Ганг. У той час, як верхів'я Ярлунг-Цангпо лежать у дощовій тіні Гімалаїв і підтримують суху степову рослинність, в її середній течії поширені субальпійські хвойні ліси. Подібні ліси також зустрічаються в долинах Ньянгчу, Парлунг-Цангпо та деяких інших приток Брахмапутри. Ізольовані анклави цього екорегіону також зустрічаються в долині річки Цзаючу та в долині Таванг. Більша частина екорегіону розташована у внутрішніх долинах, які захищені від південноазійських мусонів гірськими хребтами, але все ще отримують достатньо опадів для підтримки лісів.
У той час як верхів'я Ярлунг-Цангпо були заселені людьми протягом тисячоліть і втратили свій лісовий покрив у доісторичні часи,⁠ середня течія річки, розташована в цьому екорегіоні, зазнала меншого людського впливу, ймовірно, через дуже складний рельєф, і тому ліси регіону збереглися. На більших висотах екорегіон переходить у східногімалайські альпійські чагарники та луки та у чагарники та луки Південно-Східного Тибету, а на більш низьких висотах — у східногімалайські широколистяні ліси.

## Флора
Основними рослинними угрупованнями екорегіону є субальпійські хвойні ліси, домінуючими видами в яких (у порядку збільшення висоти) є гімалайська тсуґа (Tsuga dumosa), гімалайська ялина (Picea smithiana) та ялиця (Abies spp.). Там, де ялини та ялиці ростуть разом на одному вододілі, їх легко відрізнити за кольором хвої. Ялини менші і мають блідо-блакитно-зелену хвою, натомість ялиці більші, а їхня хвоя виглядає майже чорною. Серед інших хвойних дерев, що зустрічаються у субальпійській зоні, слід відзначити сіккімську модрину (Larix griffithii), китайську модрину (Larix potaninii), гімалайську сосну (Pinus wallichiana), звичайний тис (Taxus baccata) та гімалайський кипарис (Cupressus torulosa), який є одним з найвищих дерев у світі і може досягати висоти понад 100 м. Біля верхньої межі лісу на сухих ділянках можуть зустрічатися чисті насадження чорних яловців (Juniperus indica) та гімалайських яловців (Juniperus recurva) або чагарникові зарості лускатого яловця (Juniperus squamata). В межах екорегіону, на території тибетського повіту Башо, на висоті 4900 м над рівнем моря, росте найвищий ліс у світі, основу якого складає тибетський яловець (Juniperus tibetica).
Нижче субальпійського поясу хвойні ліси змінюються широколистяними лісами, в яких переважають листопадні або вічнозелені породи дерев, однак також зустрічаються деякі хвойні дерева, зокрема гімалайські тсуґи (Tsuga dumosa), китайські тсуґи (Tsuga chinensis), гімалайські сосни (Pinus wallichiana) та звичайний тис (Taxus baccata). Верхня межа поясу субальпійських хвойних лісів визначається верхньою межею лісу, яка, як правило, пролягає на висоті, вище якої переважає холодний альпійський клімат (ET за класифікацією кліматів Кеппена), коли середня температура найтеплішого з місяців не перевищує 10 °C. У вологих, захищених місцях, розташованих вище верхньої межі лісу , зустрічаються альпійські ялівцеві (Juniperus spp.) та рододендронові (Rhododendron spp.) чагарники, а також деякі листяні чагарники барбарису (Berberis spp.), шипшини (Rosa spp.), верби (Salix spp.) та жимолості (Lonicera spp.). На більш сухих, відкритих місцевостях поширені купини кобрезії (Kobresia) та багате альпійське різнотрав'я. 
Здалеку здається, що субальпійські ліси повністю складаються з хвойних дерев, оскільки ці дерева досить високі, щоб затуляти іншу рослинність. Насправді в нижньому ярусі хвойних лісів регіону, особливо тих, що ростуть у більш вологих районах, ростуть різноманітні квіткові листяні дерева, передусім гімалайські берези (Betula utilis). Серед інших широколистяних дерев, що ростуть в субальпійських лісах регіону, слід відзначити різні види кленів (Acer spp.), магнолій (Magnolia spp.), калини (Viburnum spp.) та горобини (Sorbus spp.), а також різні високогірні представники родин Лаврові (Lauraceae) та Аралієві (Araliaceae).
Надзвичайно важливими компонентами екосистеми субальпійських хвойних лісів Північно-Східних Гімалаїв є різні види рододендронів (Rhododendron spp.). Східні Гімалаї є глобальним центром різноманіття для цього роду, і найбільше різноманіття цих рослин спостерігається саме у субальпійському поясі, на висоті понад 2000 м над рівнем моря. За свідеченнями британського мандрівника та ботаніка Френка Кінгдона-Ворда, лише в китайському повіті Пемако, розташованому в ущелині Ярлунг-Цангпо, зустрічається близько 60 видів рододендронів. Деякі рододендрони представлені кущами, але багато з них, зокрема великий рододендрон (Rhododendron grande) та деревоподібний рододендрон (Rhododendron arboreum), є великими деревами. На альпійських луках, на висоті понад 4500 м над рівнем моря зустрічаються карликові чагарники щетинястих рододендронів (Rhododendron setosum) та сніжних рододендронів (Rhododendron nivale), довжина листя яких становить менше 1 см. Натомість в субальпійських ялинових лісах, на 1000 м нижче, зустрічається рододендрон Ходжсона (Rhododendron hodgsonii), довжина листків якого перевищує півметра.
Незважаючи на те, що видове різноманіття субальпійських хвойних лісів є меншим, ніж різноманіття помірних широколистяних лісів, поширених на нижчих висотах, біомаса цих лісів є дуже високою через великий розмір дерев, деякі з яких досягають висоти 70-80 м. Видове різноманіття судинних епіфітів в лісах регіону також є нижчим, ніж в широколистяних лісах, однак субальпійські ліси вирізняються високим різноманіттям лишайників та епіфітних мохів.

## Фауна
В межах екорегіону зустрічається 88 видів ссавців та близько 430 видів птахів. Серед рідкісних ссавців, поширених в екорегіоні, слід відзначити червону панду (Ailurus fulgens), бутанського такіна (Budorcas taxicolor whitei), китайського горала (Naemorhedus griseus), рудочереву кабаргу (Moschus chrysogaster), гімалайського ведмедя (Ursus thibetanus laniger), індійського леопарда (Panthera pardus fusca), димчасту пантеру (Neofelis nebulosa), гірського куона (Cuon alpinus) та ассамську макаку (Macaca assamensis). На низьких висотах екорегіону (на висоті до 2000 м над рівнем моря) зустрічаються рідкісні руді горали (Naemorhedus baileyi).
Серед поширених в екорегіоні птахів слід відзначити рудогруду куріпку (Arborophila mandellii), жовтогорлого кундика (Tetraophasis szechenyii), соснову мухоловку (Ficedula erithacus), гімалайську сіпараю (Aethopyga ignicauda) та ялинового шишкаря (Loxia curvirostra). Серед майже ендемічних птахів, поширених в регіоні, слід відзначити тибетського фазана-вуханя (Crossoptilon harmani), білого фазана-вуханя (Crossoptilon crossoptilon) та великого бабакса (Pterorhinus waddelli) 

## Збереження
Оцінка 2017 року показала, що 7752 км², або 17 % екорегіону, є заповідними територіями. Природоохоронні території включають Національний природний заповідник Великого каньйону Ярлунг-Цангпо та Національний геопарк Йонг в Китаї.